# Musée de la carte postale
Le Musée de la carte postale est un musée français situé dans le village de Mortagne-sur-Gironde, petit port pittoresque et bourg étagé situé sur la rive droite de la Gironde, en Charente-Maritime. 

## Présentation et historique du musée
Le Musée de la carte postale est situé dans l'ancien embarcadère du port de Mortagne et est le tout dernier des musées du Pays royannais à avoir été ouvert au public en été 2003. 
Depuis sa création, il participe activement à la mise en valeur touristique de la rive droite de l'estuaire de la Gironde en association étroite avec les musées du Pays royannais.

## Collections et vie du musée
Ce petit musée, mentionné par l'Office de tourisme départemental, rappelle par sa situation géographique au bord de l'estuaire de la Gironde, qu'il fut un ancien port de commerce au temps où le bourg était un actif centre d'échanges et d'industries.
Ce musée local retrace, au travers de 300 reproductions de vieilles cartes postales en noir et blanc - dont quelques-unes sont colorisées -, l'histoire, mais aussi la vie quotidienne de Mortagne-sur-Gironde et de ses habitants. Ce précieux fonds documentaire est complété par de nombreux plans et des récits anciens et dont l'historique remonte jusqu'à l'époque de Pépin le Bref c'est-à-dire à l'époque carolingienne. 
Le but de ce musée, constitué par une association de la commune dénommée L'Embarcadère, est la sauvegarde du patrimoine villageois et communal.
Ses animations permanentes lui permettent d'assurer une ouverture du musée toute l'année (dont l'accès est gratuit), la participation aux Journées européennes du patrimoine, ainsi que la diffusion et la publication de documents historiques en liaison avec l'office de tourisme local de Mortagne-sur-Gironde.